# Parque nacional de Ayub
El Parque nacional de Ayub comúnmente conocido como Parque Ayub o históricamente Parque Topi Rakh  (Rakh literalmente significa «reserva» en Potwari) es un parque nacional situado en la carretera de Jhelum, no muy lejos de la antigua presidencia en Rawalpindi, en el país asiático de Pakistán. El parque fue establecido antes de la creación de Pakistán como estado soberano y cubre un área de 2.300 acres (930 ha).
Tiene un área de juegos, un lago con facilidades para la navegación, un acuario, un restaurante con jardín y un teatro al aire libre. Este parque alberga "El Reino de la Jungla", que es particularmente popular entre los jóvenes residentes de la ciudad.